# هیجان‌زده و مهارنشدنی
هیجان‌زده و مهارنشدنی (انگلیسی: Hog Wild) فیلمی در ژانر کمدی و زوج هنری به کارگردانی جیمز پروت است که در سال ۱۹۳۰ منتشر شد. از بازیگران آن می‌توان به استن لورل و اولیور هاردی اشاره کرد.